# حسن موبيرو
حسن موبيرو (بالإنجليزية: Hassan Mubiru)‏ (مواليد 16 ديسمبر 1978 في كمبالا) لاعب كرة قدم أوغندي دولي يجيد اللعب في مركز الهجوم . يلعب حاليا لصالح نادي إكسبريس الأوغندي .